# Perieres (König von Sparta)
Perieres (altgriechisch Περιήρης Periḗrēs), der Sohn des Kynortas, ist in der griechischen Mythologie ein König von Sparta. Er bestieg nach seinem Vater den Thron von Sparta. Sein Nachfolger wurde sein Sohn Oibalos.
Er wird oftmals mit Perieres, dem Sohn des Aiolos verwechselt oder gleichgesetzt.
Dieser wiederum war der erste Gatte der Gorgophone, die als Witwe den Oibalos heiratete.